# TER Nord-Pas-de-Calais

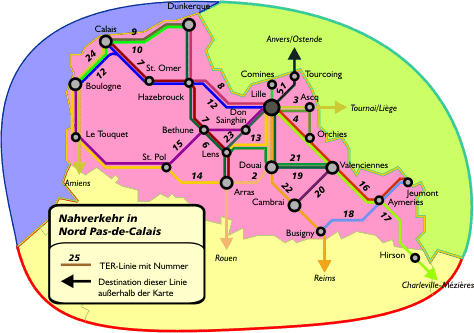
Die Nahverkehrslinien in Nord Pas-de-Calais

Der TER Nord-Pas-de-Calais war ein Verkehrsunternehmen, das für die französische Region Nord-Pas-de-Calais die Logistik des Öffentlichen Personennahverkehrs (ÖPNV) zur Verfügung stellte. Im Zuge der Neuordnung der französischen Regionen ging er 2017 im neu gegründeten TER Hauts-de-France auf.
Das Verkehrsgebiet umfasste die beiden Départements Nord (59) und Pas-de-Calais (62). In dieser Region Nord-Pas de Calais wurden laut Angaben der Gesellschaft im Jahr 1978 die Weichen für einen effizienteren und serviceorientierteren Personennahverkehr gestellt. Tatsächlich gab es aber erst seit 1984 die Pläne der regionalen Steuerung und Finanzierung von Seiten der französischen Staatsbahn SNCF.
Zu diesen Verbesserungen zählten nicht nur modernisierte Züge, verdichtete Taktfrequenzen, optimierte Tarifzonen und die um 60 Prozent erhöhte Anzahl der Züge. Die Verwaltung der Region Nord-Pas de Calais stellte zusammen mit dem SNCF ein ganzes Bündel von Maßnahmen vor. Die Anzahl der Fahrgäste nahm um 90 Prozent zu.
Täglich verkehrten durchschnittlich 80.000 Fahrgäste mit dem TER im Raum Nord - Pas de Calais, davon 54 Prozent im Schüler- und Studentenverkehr, 37 Prozent Pendler zu ihren Arbeitsstätten und 9 Prozent im Freizeitverkehr. Auf ca. 1.800 km Streckennetz, das von 18 Linien befahren wurde, wurden 211 Bahnhöfe und Haltestellen bedient. Das entsprach einer Dichte von 59 km² pro Haltepunkt bezogen auf die Gesamtlandesfläche von 12.414 km². Das war nach eigenen Aussagen die größte Dichte nach der Île-de-France. In der Region Nord gab es im Unterschied zu den meisten anderen Regionen keine vom TER betriebene Buslinien.
2002, also 25 Jahre nach Einführung des Systems „TER Nord - Pas de Calais“, trafen die beiden Partner eine neue Vereinbarung. Die Pünktlichkeit der Züge wurde als besonders wichtiges Qualitätsmerkmal festgestellt. Die zweitwichtigste Maßnahme war die Kundeninformation. 94 Prozent der Züge hatten weniger als fünf Minuten Verspätung. Vereinbart wurde eine Bonus-Malus-Regelung. Nach Unfällen, technischen Störungen und Ähnlichem wurde versuchsweise auf der Tangente Lille–Valenciennes ein neues Kundeninformationssystem installiert.
Grundsätzlich bestand im Verkehrsgebiet die Linienform eines Sternes rund um die Hauptstadt Lille. Meist wurde eine Strecke von zwei verschiedenen Linien bedient, die alternierend verkehrten und sich am nächsten Knotenbahnhof gabelten, um von einer anderen Seite eine neue „zweite“ Linie in ihre Strecke aufzunehmen. So war die Erreichbarkeit vieler Bahnhöfe ohne Umsteigen gewährleistet.
Im Juli 2007 wurde ein Darlehen in Höhe von 150 Millionen Euro zur Anschaffung neuer Fahrzeuge von der Europäischen Investitionsbank (EIB) bewilligt. Folgende Fahrzeuge sind zurzeit (2011?) im Umlauf:
| Fahrzeugtyp                     | Anzahl | Einsatz auf Strecken | Bemerkungen                |
| ------------------------------- | ------ | -------------------- | -------------------------- |
| Elektrischer Triebwagen Z 23500 | 34     | Lille–Valenciennes   | -                          |
| Elektrischer Triebwagen Z 24500 | 46     |                      | -                          |
| Elektrischer Triebwagen Z 92050 | 6      |                      | -                          |
| Dieseltriebwagen ATER X 73500   | 10     |                      | entspricht DB-Baureihe 641 |
| Dieseltriebwagen X 76500        | 15     |                      | -                          |